# Тактика ноја
Тактика ноја је осми студијски албум загребачке рок групе Аеродром који је изашао 2012. године. Материјал за албум је снимљен у "ЗГ Звук" студију у Загребу током 2011. и 2012. године, а продукцију су потписали Јурица Пађен и Томислав Шојат, док се као копродуцент потписао Хрвоје Прскало. Албум се састоји од тринаест песама чије су аранжмане потписали сви чланови бенда, а објавила га је дискографска кућа Менарт. Албум су током 2011. и 2012. године најавили видео спотови за Лоше вољe, Остани, Дух је нестао и Довела си ме у ред, а сингл Дух је нестао је заузео 8. место на националној топ 20 листи синглова. У марту 2013. године изашао је видео спот за песму Широко ти било пољe, који је заузео 5. место на хрватској Топ 40 листи синглова. Спот за песму Тешка вибра изашао је у нобембру исте године и дебитовао на 38. месту на поменутој листи, попевши се касније на 9. место. У мају 2014. изашао је и седми сингл са албума, Мила моја, пропраћен видеоспотом, а на хрватској Топ 40 листи заузео 14. место. Албум је дебитовао на 23. месту хрватске топ 40 листе, а попео се на 13. место само недељу дана након тога.

## Списак песама
- Тактика ноја
- Мила моја
- Довела си ме у ред
- Широко ти било поље
- Тотални лом
- Ајмо људи
- Луда куја
- Тешка вибра
- Зомби-Зомби
- Остани
- Дух је нестао
- Лоше воље
- Врата времена

## Извођачи
- Јурица Пађен - електрична гитара, вокал
- Томислав Шојат - бас гитара, акустична гитара, вокал
- Иван Хавидић - гитара, вокал
- Дамир Медић - бубњеви, вокал

## Продукција
- Љубо Здјеларевић - фотографија и ликовно обликовање
- Томислав Томић - илустрације
- Јурица Пађен - продуцент, музика, текст
- Томислав Шојат - продуцент
- Хрвоје Прскало - копродуцент, тонски сниматељ, мастеринг